# قهرمان ضعیف
قهرمان ضعیف (انگلیسی: Weak Hero؛‏ کره‌ای: 약한영웅) مجموعه تلویزیونی محصول کره جنوبی به کارگردانی یو سو مین و با بازی پارک جی هون، چوی هیون ووک و هونگ کیونگ است. این مجموعه بر پایهٔ وب‌تونی در ناور وب‌تون به نام قهرمان ضعیف اثر سوپس و کیم جین سوک (رازن) است که در سال ۲۰۱۸ منتشر شد. فصل اول در ۱۸ نوامبر ۲۰۲۲ از ویو منتشر شد. فصل دوم در ۲۵ آوریل ۲۰۲۵ از نتفلیکس منتشر شد.

## بازیگران

### اصلی
- پارک جی هون در نقش یون شی اون[۲][۳]
  - جونگ جه ها در نقش جوانی یون شی اون
- چوی هیون ووک در نقش آن سو هو[۲][۳]
- هونگ کیونگ در نقش اوه بوم سوک[۴][۲][۳]
- ریو اون در نقش پارک هو مین[۵][۶]
- چوی مین یونگ در نقش سو جون ته[۵][۶]
- لی مین جه در نقش گو هیون تاک[۵][۶]
- یو سو بین در نقش چوی هیو مان[۷][۵][۶]
- به نا را در نقش نا بک جین[۵][۶]
- لی جون یونگ در نقش گوم سونگ جه[۵][۶]

### مکمل

#### کلاس ۱
- لی یون در نقش یونگ یی[۸]
- شین سونگ هو در نقش جون سوک ده[۸]
- کیم سو گیوم در نقش جون یونگ بین[۹]
- چا وو مین در نقش کانگ وو یونگ[۱۰]
- نا چول در نقش کیم گیل سو[۱۰]
- گونگ هیون جو در نقش مادر شی اون[۱۱]
- کیم سونگ کیون در نقش گیو جین[۱۰]
- جو هان چول در نقش اوه جین وون،[۱۰] پدرخواندهٔ بوم سوک؛ یک نمایندهٔ مجلسی ثروتمند، اما بی‌رحم و مغرور.
- یون جونگ هون در نقش لی جونگ چان،[۱۰] یکی از، افراد یونگ بین
- هوانگ سونگ بین در نقش هان ته هون،[۱۰] یکی از افراد یونگ بین
- یون جی یونگ در نقش معلم کلاس آن‌ها
- شین جون چول در نقش معلم ادبیات کره‌ای
- کیم هیون در نقش مدیر دبیرستان بیوک‌سان
- اوه دونگ مین در نقش دستیار پارک
- جو یونگ گون در نقش منشی اوه جین وون
- لی جه هاک در نقش یک عضو باند
- گونگ جون هو در نقش دانش‌آموزی که درگیر ماجرایی با کیم گیل سو می‌شود

#### کلاس ۲
- یون جونگ بین در نقش دو سونگ موک
- لی میونگ رو در نقش بک دونگ ها
- سون بو سونگ

### حضور افتخاری

#### کلاس ۱
- چا سونگ جه در نقش سونگ چان، پسری که جون سوک ده او را همچون برادر کوچک‌ترش می‌بیند
- جو آه یونگ در نقش دوست جون یونگ بین (قسمت ۱)
- جانگ ده وونگ در نقش کیم وون سوک (قسمت ۲–۳)
- کانگ جون یونگ در نقش افسر پلیس (قسمت ۳)
- کیم ته جون در نقش افسر پلیس (قسمت ۴)
- کیم هیون در نقش مدیر مدرسه (قسمت ۸)[۱۲]
- بیون جونگ هی در نقش مادربزرگ آن سو هو (قسمت ۸)

#### کلاس ۲
- جو جونگ سوک در نقش چوی چانگ هی
- جون به سو در نقش پارک جین چول